# Armstrong Whitworth A.W.15 Atalanta
L'Armstrong Whitworth A.W.15 Atalanta, a volte indicato anche con la denominazione A.W.XV, era un velivolo commerciale sviluppato dall'azienda britannica Armstrong Whitworth agli inizi degli anni trenta; venne prodotto in otto esemplari e utilizzato principalmente dalla Imperial Airways.

## Storia del progetto
Nel corso del 1930 la Imperial Airways emise una richiesta relativa alla fornitura di un aereo da destinare al trasporto di passeggeri da impiegare lungo la rotta che collegava Kisumu (in Kenya) e Città del Capo (in Sudafrica).
La specifica emessa dalla compagnia aerea richiedeva che l'aereo fosse in grado di trasportare 3 000 lb (1 360 kg) di carico utile, che fosse un quadrimotore e che potesse volare alla quota di 9 000 ft (2 743 m) anche con un motore in avaria. L'aereo avrebbe dovuto essere in grado di operare da e verso piste di piccole dimensioni, eventualmente situate anche in zone disagevoli e con temperature elevate, volare alla velocità di crociera di almeno 115 mph (185 km/h), con un'autonomia minima di 400 mi (644 km), facilmente estendibile fino a 600 mi (966 km).

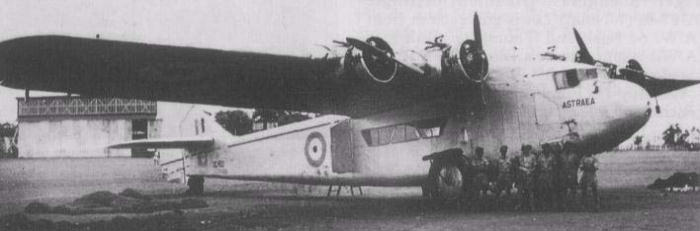
L'A.W.15 Atalanta, in origine immatricolato G-ABTL Astraea, con le insegne della Indian Air Force e matricola DG450.

L'ufficio di progettazione della Armstrong Whitworth, guidato da John Lloyd, nel progettare il nuovo aereo prese in considerazione la formula monoplana, considerando che, pur gravato da un maggior carico alare e di una più elevata velocità all'atterraggio rispetto ad un biplano, il velivolo si sarebbe giovato di un peso decisamente inferiore ed avrebbe avuto dimensioni maggiormente contenute.
Il risultato di queste considerazioni prese vita nelle forme di un elegante monoplano la cui linea, ben distante da quella del precedente Argosy, non sarebbe risultata obsoleta se comparata a quella di velivoli nati vent'anni dopo, studiata per ridurre al minimo la resistenza aerodinamica ed ottenere le prestazioni richieste dal committente.
Con una decisione piuttosto audace e decisamente insolita per l'epoca, il costruttore optò per il passaggio diretto fra il tavolo da disegno e la produzione in serie: senza che fosse realizzato alcun prototipo, il primo esemplare di serie (immatricolato G-ABPI) venne portato in volo per la prima volta il 6 giugno del 1932 e presentato al pubblico pochi giorni dopo, il 27 di quello stesso mese, in occasione dell'esposizione tenuta annualmente dalla Society of British Aircraft Constructors (SBAC) presso l'aeroporto londinese di Hendon. All'aereo venne assegnato il nome Atalanta che avrebbe in seguito accompagnato come nome "del modello" il quadrimotore dell'Armstrong Whitworth.
In tutto furono otto gli esemplari di A.W.15 realizzati in un lasso di tempo relativamente breve: l'ultimo a lasciare le linee di montaggio fu l'esemplare battezzato "Aurora" (G-ABTM), completato nel mese di aprile del 1933.

## Tecnica

### Cellula
Dal punto di vista strutturale l'Atalanta era un velivolo quadrimotore, monoplano ad ala alta, di costruzione mista; realizzato in materiali metallici e legno, il suo rivestimento era costituito da compensato e tela.
Gli elementi strutturali della fusoliera erano realizzati in acciaio; il rivestimento della parte anteriore, che comprendeva la cabina di pilotaggio (completamente chiusa) ed il vano destinato ai passeggeri (ricavato nella parte centrale e disposto nella zona inferiore del velivolo) era realizzato in compensato mentre il cono di coda era rivestito in tela.
La fusoliera presentava profonda sezione rettangolare; ai lati erano sistemati tre finestrini di forma trapezoidale, al di sopra dei quali (direttamente poggiata sull'estremità superiore della struttura) era disposta l'ala. Il cono di coda andava progressivamente rastremandosi ed all'estremità posteriore era presente l'impennaggio di tipo classico, caratterizzato dalle generose dimensioni del timone.
La struttura delle ali era costituita da due longheroni in acciaio ed ogni semiala era suddivisa in tre diversi settori: quello più vicino alla fusoliera e quello all'estremità esterna avevano centine in legno mentre la parte centrale, nella quale erano inseriti i serbatoi di carburante e che sorreggeva le gondole dei motori, era costituita da centine in acciaio.
Il carrello d'atterraggio era di tipo fisso, ma si caratterizzava per l'ingegnosità della realizzazione: gli assi erano in metallo forgiato, incernierati sulla linea centrale della fusoliera e sporgenti dall'angolo inferiore di questa per circa metà della loro lunghezza; il movimento verticale delle ruote era controllato da una struttura telescopica situata nel centro della fusoliera che collegava gli assi del carrello con i longheroni superiori della fusoliera stessa. In un primo momento le ruote erano carenate, ma al momento dell'entrata in servizio operativo la carenatura era stata eliminata in favore di un più semplice paraurti.

### Motore
Il motore scelto per l'A.W.15 fu il radiale Armstrong Siddeley Serval, un dieci cilindri a doppia stella raffreddato ad aria, recentemente sviluppato dal cinque cilindri Armstrong Siddeley Mongoose mediante l'accoppiamento di due unità e, per tale ragione, inizialmente noto come Double Mongoose.
Dotato di meccanismo di compressione, ognuno dei quattro motori installati sviluppava la potenza di 375 hp (pari a circa 280 kW).

### Passeggeri
La cabina destinata ai passeggeri era un ambiente spazioso e, a seconda delle scelte della compagnia, poteva essere variamente configurata per trasportare da nove a diciassette persone con i rispettivi bagagli sistemati in un apposito scompartimento; il vano di trasporto poteva anche essere sdoppiato e parzialmente destinato al trasporto di merci o posta.
Per l'impiego nelle aree tropicali, l'Imperial Airways optò per una configurazione a nove posti con ampio spazio per i sedili dei passeggeri, ciascuno dotato di un proprio tavolino. Particolare attenzione venne destinata anche alla ventilazione della cabina, in relazione alle elevate temperature nelle quali gli aerei si trovavano ad operare.

## Impiego operativo
A partire dal mese di settembre del 1932 i primi due esemplari dell'A.W.15, all'Atalanta si era nel frattempo aggregato l'Amalthea (immatricolato G-ABTG), furono impegnati nelle prove di accettazione e di addestramento degli equipaggi con l'Imperial Airways. Il 26 settembre, nello stesso giorno in cui avveniva la consegna del terzo esemplare (Andromeda, G-ABTH), l'Atalanta fu impiegato per la prima volta in un collegamento di linea, sulla tratta Londra (Croydon) - Bruxelles - Colonia.
Pochi giorni dopo, il 20 ottobre, a causa del contemporaneo malfunzionamento dei quattro motori (causato dall'impiego di un nuovo tipo di sfiato per i serbatoi di carburante), l'Atalanta fu costretto ad un atterraggio di emergenza immediatamente dopo il decollo. L'aereo subì danni considerevoli alla zona centrale della fusoliera e necessitò di laboriose riparazioni. L'Armstrong Whitworth, preoccupata che l'incidente potesse intaccare l'immagine del proprio aereo, si dimostrò restia a rilasciare dichiarazioni in merito e, nella speranza di contenere la pubblicità negativa, trasferì il nome Atalanta dall'esemplare G-ABPI a quello immatricolato G-ABTI recentemente completato. Il G-ABPI al suo ritorno in servizio dopo le riparazioni avrebbe acquisito il nome Arethusa.
Nei primi giorni di gennaio del 1933 Atalanta venne inviato per un volo dimostrativo alla volta di Città del Capo, con varie soste per dimostrazioni ed addestramenti per gli equipaggi. Al suo arrivo, il 14 di febbraio, l'aereo fu raggiunto da altri tre esemplari e tutti furono assegnati all'aeroporto di Rand situato a Germiston, all'epoca principale scalo di Johannesburg.
L'Imperial Airways intendeva sostituire con gli A.W.15 Atalanta i propri de Havilland DH.66 Hercules, in servizio sulla rotta tra Città del Capo e Kisumu (in Kenya) ma gli A.W.15 si rivelarono troppo piccoli per soddisfare le esigenze del traffico esistente cosicché i DH.66 furono spesso chiamati ad affiancare i nuovi aerei nel loro precedente compito.
Sul finire degli anni venti l'Imperial Airways stava conducendo trattative per realizzare una rotta commerciale che unisse il Regno Unito all'Australia, via Karachi e Singapore. La tratta fra Londra e Karachi era stata inaugurata nel 1929, dopo un accordo con il governo indiano che condusse alla formazione di una nuova compagnia aerea, la Indian Trans-Continental Airways. L'Imperial Airways intendeva ora utilizzare gli A.W.15 Atalanta per realizzare la seconda parte del collegamento e realizzò un volo dimostrativo per fare in modo che anche la Qantas, che aveva avanzato un'offerta per la gestione della tratta, utilizzasse gli stessi velivoli.
Il volo, piuttosto avventuroso anche a causa delle avverse condizioni climatiche incontrate, venne completato con successo e dimostrò la robustezza e l'affidabilità dell'Atalanta, tuttavia la compagnia australiana optò per ordinare il de Havilland DH.86 Express; al contrario l'Indian Trans-Continental Airways prese in carico due esemplari di A.W.15 (il primo e l'ottavo, rispettivamente Arethusa e Aurora) che ricevettero pertanto le matricole locali VT-AEF e VT-AEG.
Allo scoppio della seconda guerra mondiale, nel settembre del 1939, i cinque A.W.15 ancora in servizio vennero assegnati in gestione alla British Overseas Airways Corporation che provvide a concentrarli presso l'aeroporto di Karachi; l'anno successivo la Royal Air Force propose di impiegare i cinque aerei nell'ambito di una formazione multiruolo che, a seconda delle necessità, potesse occuparsi di trasporti, missioni di bombardamento o di pattugliamento marittimo. In un primo momento la richiesta, non particolarmente urgente, venne accantonata e gli Atalanta utilizzati per un servizio bisettimanale tra Karachi e Delhi. Nel dicembre del 1941, con l'entrata in guerra del Giappone, i cinque velivoli furono però assegnati alla Indian Air Force che li impiegò per servizi di ricognizione lungo le coste.
La vita operativa degli Atalanta con le forze armate non risulta essere stata di particolare rilievo mentre, progressivamente, il loro numero si ridusse, per lo più a causa di incidenti in fase di decollo ed atterraggio. Gli ultimi due esemplari rimasti in servizio (Arethusa ed Artemis) furono riassegnati a compiti di trasporto nell'estate del 1942 e definitivamente dismessi all'inizio del mese di giugno del 1944.
Tabella riepilogativa degli esemplari prodotti
| N° di produzione | Nome      | Matricola civile inglese | Nuova denominazione | Matricola civile indiana | Matricola RAF |
| 740              | Atalanta  | G-ABPI                   | Arethusa            | VT-AEF                   | DG453         |
| 741              | Andromeda | G-ABTH                   | -                   | -                        | -             |
| 742              | Arethusa  | G-ABTI                   | Atalanta            | -                        | DG451         |
| 743              | Artemis   | G-ABTJ                   | -                   | -                        | DG452         |
| 744              | Athena    | G-ABTK                   | -                   | -                        | -             |
| 784              | Astraea   | G-ABTL                   | -                   | -                        | DG450         |
| 785              | Amalthea  | G-ABTG                   | -                   | -                        | -             |
| 786              | Aurora    | G-ABTM                   | -                   | VT-AEG                   | DG454         |

## Utilizzatori

### Civili
Regno Unito
- British Overseas Airways Corporation
- Armstrong Whitworth Aircraft

 India Britannica
- Indian Trans-Continental Airways

### Militari
India Britannica
- Indian Air Force

### Annotazioni
1. ↑  dalla figura della mitologia greca
2. ↑  Anche in questo caso il nome è ripreso dalla mitologia greca
3. ↑  Karachi è oggi in Pakistan, ma fino al 14 agosto 1947 il territorio era parte dell'India.

### Fonti
1. ↑  Tapper, 1973, pp. 253-254,
2. 1 2 3 4  Tapper, 1973, p. 219.
3. ↑  Tapper, 1973, p. 220.
4. 1 2 3 4  Tapper, 1973, p. 224.
5. ↑  GINFO Search Results, in www.caa.co.uk.
6. 1 2  Tapper, 1973, p. 230.
7. 1 2 3 4 5  Tapper, 1973, p. 221.
8. 1 2 3 4  Tapper, 1973, p. 223.
9. 1 2 3  Tapper, 1973, p. 227.
10. 1 2  Tapper, 1973, p. 228.
11. 1 2  Tapper, 1973, p. 229.
12. ↑  Tapper, 1973, p. 231.
13. 1 2  Tapper, 1973, p. 233.
14. 1 2 3 4  Tapper, 1973, p. 234.

### Pubblicazioni
- (EN) The A.W. XV Monoplane (1ª parte), in Flight, Sutton, Surrey - UK, Reed Business Information Ltd., 8 luglio 1932,  pp. 619-623. URL consultato il 31 agosto 2015.
- (EN) The A.W. XV Monoplane (2ª parte), in Flight, Sutton, Surrey - UK, Reed Business Information Ltd., 15 luglio 1932,  pp. 661-665. URL consultato il 31 agosto 2015.